# United States v. Sioux Nation of Indians

Mount Rushmore, das vielleicht berühmteste Monument der Vereinigten Staaten befindet sich in den Black Hills

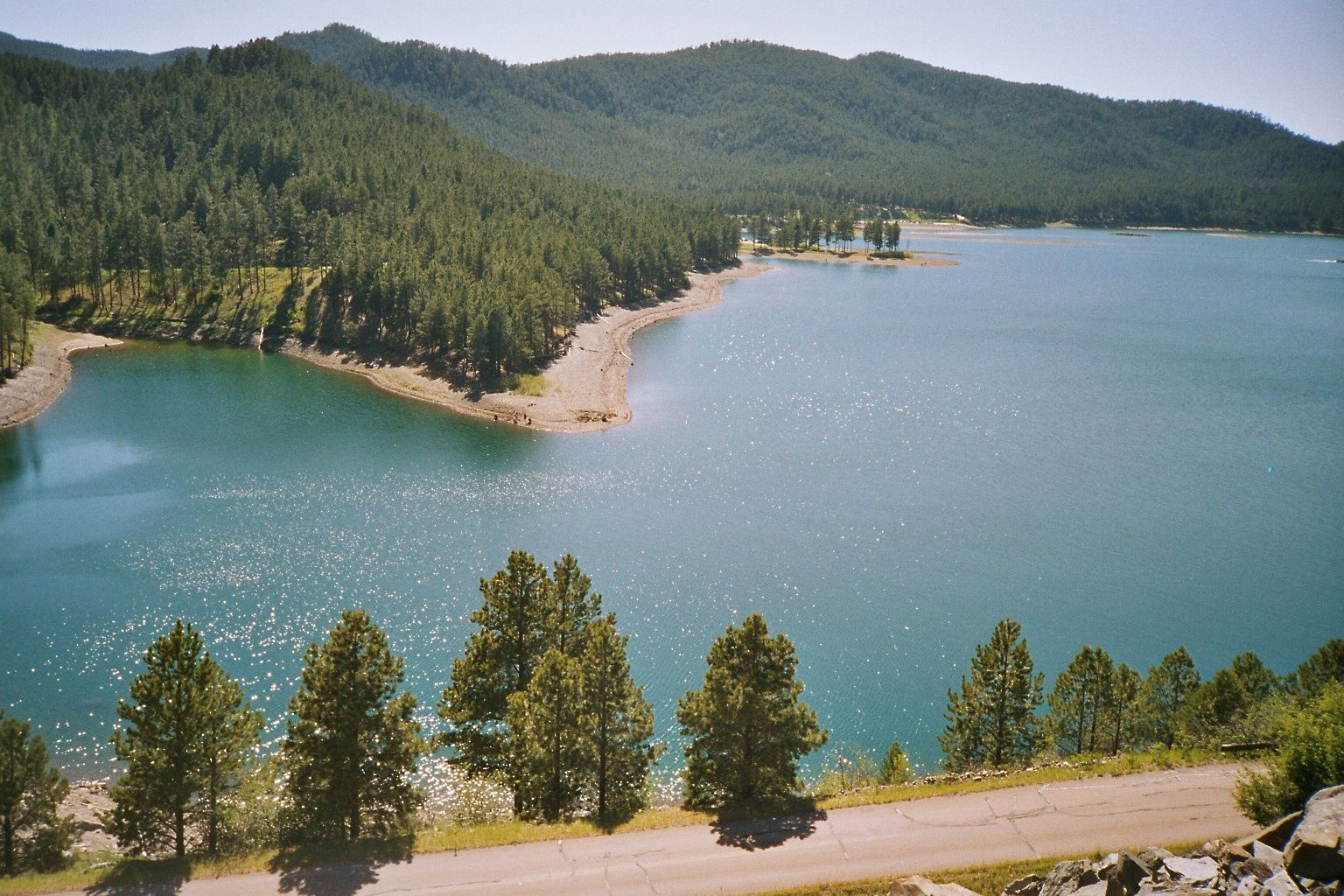
Der Pactola Lake in den Black Hills im Juni 2004

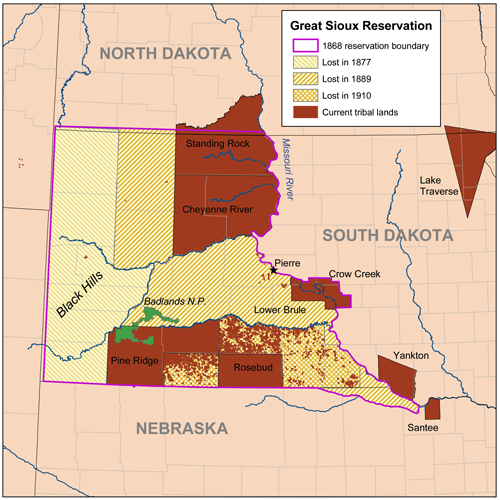
Karte der ursprünglichen Grenzen der Great Sioux Reservation, und die heutigen Grenzen der Reservate. Unten Links befinden sich die umstrittenen Black Hills

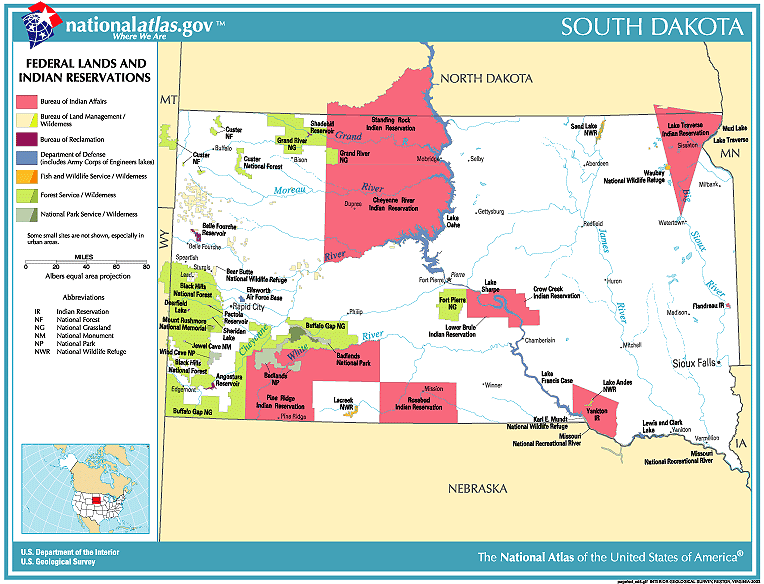
Gebiete unter Kontrolle der Bundesregierung in South Dakota, Die Karte zeigt, dass sich die umstrittenen Gebiete großteils im Besitz der Bundesregierung befinden. Eine Rückgabe an die unabhängigen Sioux Nationen wäre also prinzipiell möglich.

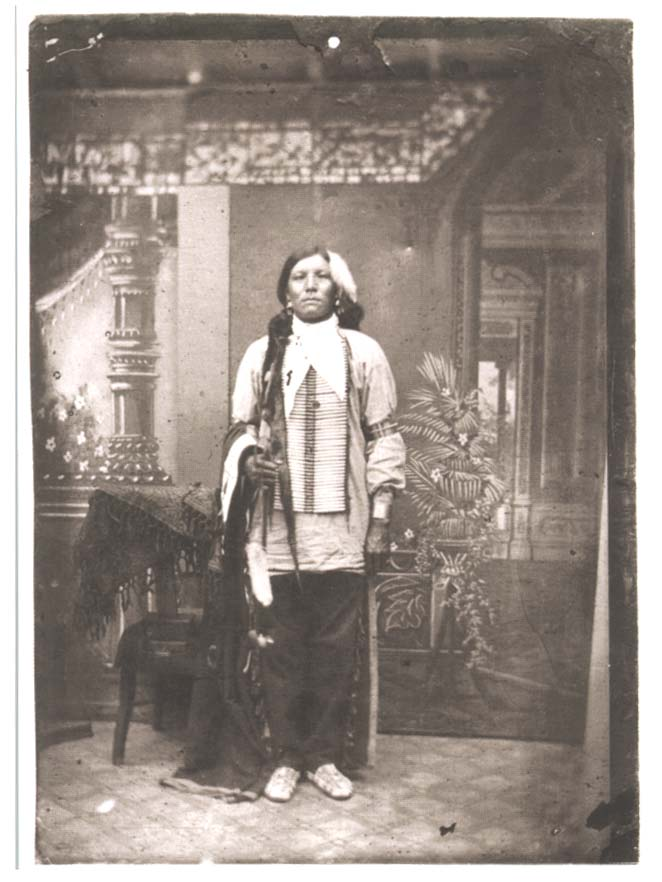
Die Fotografie von 1877 – deren Authentizität bestritten wird – soll den Sioux-Häuptling Crazy Horse nach der Abtretung der Black Hills zeigen

United States v. Sioux Nation of Indians war ein Fall, der vom Obersten Gerichtshof der Vereinigten Staaten 1980 entschieden wurde. Kläger waren die Sioux-Indianerstämme im US-Bundesstaat South Dakota. Streitpunkte waren, ob der US-Kongress im Jahr 1876 das Recht besaß, die bergige Region der Black Hills aus dem Gebiet der Great Sioux Reservation herauszulösen und ob die Sioux für diesen Gebietsverlust angemessen entschädigt worden waren oder nicht. In der Entscheidung sprach das Gericht den Siouxstämmen eine Entschädigung zu. Diese wurde von den Stämmen bis heute nicht angenommen und beträgt inzwischen ca. 1.841.000.000 US-Dollar. Außerdem erklärte der Gerichtshof für zulässig, dass die Stämme weiterhin für ihre Rechte an dem Gebiet klagen können. Damit ist der Sachverhalt, der Gerichte seit 1920 beschäftigt, immer noch nicht abschließend geklärt. Die Sioux bestehen weiterhin auf der Rückgabe der für sie als heilig geltenden Berge.

## Hintergrund
Im Vertrag von Fort Laramie 1851 wurden die Gebiete der Great Sioux Nation vertraglich festgelegt. Dabei wurde als nördliche Grenze der Heart River bestimmt. Nach dem Sieg der Lakota im Red-Cloud-Krieg (1866–1868) wurden ihnen im Vertrag von Fort Laramie 1868 die Great Sioux Reservation als dauerhaftes Siedlungsgebiet sowie weitgehende Jagd- und Fischrechte in benachbarten Gebieten zugesichert. Der Vertrag wies das Gebiet des gesamten heutigen US-Bundesstaates South Dakota westlich des Missouri, einschließlich der Black Hills aus (von der Nordgrenze in Nebraska bis zum 46. Breitengrad und vom Missouri im Osten bis zum 104. Längengrad im Westen) als Indianerland aus zur uneingeschränkten und unbehelligten Nutzung und Besiedlung durch die Sioux. Die Sioux erhielten außerdem Jagdrechte in weiteren Gebieten, nördlich und westlich der Reservation in den heutigen Bundesstaaten Wyoming, Montana und Nebraska. Das Bureau of Indian Affairs richtete mehrere Indianeragenturen im Reservat ein, darunter die heutige Standing Rock Agency. 1875 wurde das Gebiet der Agentur erweitert. Statt des 46. Breitengrads bildete nun der Cannonball River die neue nördliche Grenze.
Die ursprünglich zur Great Sioux Reservation gehörenden Black Hills gelten den Lakota als heilige Berge. Zudem sind sie Gegenstand zahlreicher Mythen der Lakota. Noch heute besuchen Stammesangehörige die spirituellen Orte in den Bergen, um ihre Religion auszuüben. Eine nach dem Vertrag illegale Expedition unter George Armstrong Custer erkundete 1874 die Black Hills und fand in den Bergen Gold. Goldsucher drangen rechtswidrig in das Gebiet ein, es entwickelte sich ein Goldrausch und es kam zu Konflikten zwischen den Goldsuchern und den Lakota. Nach der Niederlage in der Schlacht am Little Bighorn 1876 und einer weiteren Niederlage entzog die US-Regierung den Sioux 1877 gesetzlich die Black Hills. Sie brach damit den Vertrag von Fort Laramie 1868, der die Zustimmung von drei Viertel der männlichen Bewohner zu Gebietsabtretungen verlangt hatte. Die Sioux erkennen das Gesetz von 1877 bis heute nicht an.
In dem Klageverfahren argumentierten die Sioux: Eine Vereinbarung von 1876 zwischen der Bundesregierung und den Sioux war nur von zehn Prozent der Stammesmitglieder unterschrieben worden. Auch erfolgte die Unterzeichnung unter Zwang, da die Unterzeichner auf Lebensmittel-Lieferungen nach dem verlorenen Krieg angewiesen waren. Das vom Kongress beschlossene Gesetz verstoße außerdem gegen den 5. Zusatz der US-Verfassung, welches es verbietet Privateigentum ohne Entschädigung zu enteignen.
Der Kongress der Vereinigten Staaten teilte die Great Sioux Reservation mit dem Dawes Act 1887 zunächst in Parzellen und mit einem weiteren Gesetz am 2. März 1889 in getrennte Reservate auf, wobei das indianische Land insgesamt um elf Millionen Acres reduziert wurde. Die Bewohner stimmten der Aufteilung nur widerstrebend und unter großem Druck zu.
Bereits 1923 hatten mehrere Sioux-Stämme die Bundesregierung im 'United States Court of Claims' verklagt. Diese Klage wurde vom Gericht 1942 mit der Begründung zurückgewiesen, dass das Gericht nicht mehr nachvollziehen könne, ob die Lebensmittel und anderen Lieferungen von Seiten der Bundesregierung als Entschädigung ausreichend waren. Auch wurden nach dem Vertrag von Fort Laramie weiterhin Geldzahlungen an die Stämme geleistet. Die Unterzeichner der 'Vereinbarung' verpflichteten sich, die Lieferungen und Zahlungen als Entschädigung zu akzeptieren.

## Anhörung
Die Anhörung fand am 24. März 1980 statt.

## Entscheidung des Gerichts
Der Richter am Obersten Gerichtshof der Vereinigten Staaten Harry A. Blackmun übernahm die Führung in dem Verfahren und verfasste die richterliche Stellungnahme und Urteilsbegründung (opinion). Die Bundesrichter Warren E. Burger, William Joseph Brennan, Potter Stewart, Thurgood Marshall, Lewis F. Powell und John Paul Stevens schlossen sich dieser Auffassung an.  Bundesrichter Byron White unterstützte nur Teile der Position. Keiner der zuständigen Richter entwickelte eine komplett abweichende Stellungnahme. Die Entscheidung fiel am 30. Juni 1980.

## Ablehnung der Kläger
Trotz Armut in ihren Reservaten verweigern die Sioux die Annahme der Gelder. Die Gelder werden vom Bureau of Indian Affairs, einer Abteilung des amerikanischen Innenministeriums, verwaltet und bereitgehalten. Der ursprüngliche Betrag betrug 105 Millionen Dollar. Heute befinden sich mehr als 1 Milliarde auf dem Konto. Zu wenig meinen die Sioux. Der Bundesstaat South Dakota generiert jährlich mehr als 2 Milliarden Einnahmen, allein durch Tourismus. Die Sioux wollen ihr Land zurück und eine Entschädigung für 120 Jahre verlorener Einnahmen, da die Black Hills im Gegensatz zu ihren Reservatsgebieten reich an Bodenschätzen sind.